# DMC World DJ Championships
DMC World DJ Championships ou "Campeonato Mundial de DJs do DMC" é uma competição anual organizada pelo Disco Mix Club (DMC) que começou em   1985.
O Campeonato Mundial de DJs do DMC é patrocinado internacionalmente pela Technics e a Ortofon. Originalmente foi concebido como uma batalha de mixagens mas DJ Cheese introduziu o scratch em sua rotina em 1986, alterando o curso das futuras batalhas do DMC.
Aos DJs é permitido um período de seis minutos para sua rotina.

## Campeões

### Campeões do Mundo
- 1986 - DJ Cheese (EUA) - Trouxe o scratch e truques com os toca-discos para a batalha
- 1987 - Chad Jackson (Reino Unido)
- 1988 - DJ Cash Money (EUA) - ajudou no desenvolvimento do transformer scratch
- 1989 - Cutmaster Swift (Reino Unido)
- 1990 - DJ David (Alemanha)
- 1991 - DJ David (Alemanha)
- 1992 - Rocksteady DJs (Mix Master Mike, DJ Qbert e DJ Apollo) (USA)
- 1993- /1994[1] - Dreamteam (Mix Master Mike and DJ Qbert) (USA)
- 1995 - Roc Raida (EUA) - X-Men (a.k.a. The X-Ecutioners) [2]
- 1996 - DJ Noize  (Dinamarca)
- 1997 - DJ A-Trak (Canadá) - mais jovem campeão com 15 anos
- 1998 - DJ Craze (EUA)
- 1999 - DJ Craze (EUA)
- 2000 - DJ Craze (EUA) - O único DJ a vencer 3 campeonatos mundiais em rotinas solo em sequência (Mix Master Mike e Q-Bert venceram 3 campeonatos como equipe)
- 2001 - DJ Plus One (Reino Unido) - Scratch Perverts
- 2002 - DJ Kentaro (Japão) - O primeiro asiático a vencer, obtendo o melhor placar da história do DMC.
- 2003 - Dopey (Canadá)
- 2004 - Ie.Merg (EUA)
- 2005 - Ie.Merg (EUA)
- 2006 - Netik (França)
- 2007 - DJ Rafik (Alemanha) - Detém o recorde de 6 títulos mundiais
- 2008 - DJ Fly (França)
- 2009 - DJ Shiftee (EUA)
- 2010 - LigOne (França)
- 2011 - Chris Karns - conhecido anteriormente como DJ Vajra (EUA)
- 2012 - DJ Izoh (Japão)
- 2013 - DJ Fly (França)
- 2014 - Mr. Switch (Reino Unido)
- 2015 - Vekked (Canadã)
- 2016 - Yuto (Japão)

### Campeões do Reino Unido
(e posição no mundial)
- 1985 - Roger Johnson (1º)
- 1986 - Chad Jackson (2º)
- 1987 - CJ Mackintosh
- 1988 - Cutmaster Swift
- 1989 - Cutmaster Swift (1º)
- 1990 - Reckless (3º)
- 1991 - Reckless
- 1992 - DJ Sparra
- 1993 - DJ Sparra
- 1994 - Scratch Zafari
- 1995 - DJ Kofi
- 1996 - Cutmaster Swift
- 1997 - DJ Pogo (3º)
- 1998 - Prime Cuts
- 1999 - Tony Vegas (2º)
- 2000 - Mr Thing (3º)
- 2001 - Plus One (1º)
- 2002 - Skully (2º)
- 2003 - Quest (3º)
- 2003 - Skully
- 2004 - DJ Blakey
- 2005 - Muzzell
- 2006 - Asian Hawk
- 2007 - JFB
- 2008 - Skully
- 2009 - Jeppa
- 2010 - Jeppa
- 2011 - JFB
- 2012 - Ritchie Ruftone (3º)
- 2013 - Ritchie Ruftone (2º)
- 2013 - Jon1st (3º)
- 2014 - Ritchie Ruftone
- 2014 - Mr. Switch

### Campeões dos Estados Unidos
(e posição no mundial)
- 1986 - DJ Cheese (1º)
- 1987 - Joe Rodriguez (3º)
- 1988 - DJ Cash Money (1º)
- 1989 - DJ Alladin (2º)
- 1990 - DJ Baby G
- 1991 - DJ QBert (2º)
- 1992 - Rocksteady DJs (Mix Master Mike, DJ QBert e DJ Apollo) (1º)
- 1993 - DJ Rectangle (3º)
- 1994 - Grandmaster Roc Raida [3]
- 1995 - Grandmaster Roc Raida (1º)
- 1996 - DJ Swamp
- 1996 - Grandmaster Roc Raida (3º)
- 1997 - DJ Slyce
- 1998 - DJ Craze (1º)
- 1999 - DJ P-Trix (3º)
- 1999 - DJ Craze (1º)
- 2000 - DJ Klever
- 2000 - DJ Craze (1º)
- 2001 - DJ Klever (2º)
- 2002 - DJ Perseus
- 2003 - DJ Enferno (2º)
- 2004 - Ie.Merg (1º)
- 2005 - DJ Kico
- 2005 - Ie.Merg (1º)
- 2006 - Fred Funk
- 2006 - DJ Kico
- 2007 - DJ Precision
- 2008 - DJ Slyce (2º)
- 2009 - DJ Shiftee (1º)
- 2010 - E-Tronik
- 2011 - DJ Vajra (1º)
- 2012 - DJ Precision (2º)
- 2013 - DJ Esquire
- 2014 - DJ I-Dee (2º)
- 2015 - DJ Precision (3º)

### Campeões do Japão
(e posição no mundial)
- 1990 - DJ Yoshi
- 1991 - DJ Yoshi (3º)
- 1992 - DJ Ta-Shi
- 1993/1994 - Ta-Shi & Yoshi
- 1995 - Norito
- 1996 - DJ Takada
- 1997 - DJ Akakabe (3º)
- 1998 - DJ Akakabe
- 1999 - DJ Hanger
- 1999 - DJ Takada
- 2000 - DJ Hanger
- 2001 - DJ Kentaro (3º empatado com DJ P. Money)
- 2002 - DJ Kentaro (primeiro campeão mundial do Japão) (1º)
- 2003 - DJ Yasa
- 2004 - DJ Taiji
- 2005 - DJ Izoh (3º)
- 2006 - DJ Yasa (2º)
- 2007 - DJ Yasa (2º)
- 2007 - DJ Miya Jima
- 2008 - Co-Ma (3º)
- 2009 - Co-Ma (2º)
- 2010 - Co-Ma (2º)
- 2010 - DJ Blu (3º)
- 2011 - DJ Izoh (2º)
- 2011 - Co-Ma (3º)
- 2012 - DJ Izoh (1º)
- 2013 - DJ Fummy
- 2014 - DJ Hi-C

### Campeões da França
(e posição no mundial)
- 1989 - Jimmy Jay
- 1990 - DJ Frow
- 1991 - DJ Crazy B
- 1992 - Crazy Fast Nefis
- 1993/1994 - Alliance Etnik
- 1995 - Alliance Etnik
- 1996 - Crazy B
- 1997 - Crazy B (2º)
- 1998 - Crazy B (2º)
- 1999 - DJ Pone
- 2000 - DJ Pone
- 2001 - DJ Pone
- 2002 - DJ Pone
- 2003 - DJ Gero
- 2004 - DJ Gero
- 2005 - DJ Pfel (2º)
- 2006 - DJ Netik (1º)
- 2007 - DJ Fly (3º)
- 2008 - DJ Fly (1º)
- 2009 - LigOne (3º)
- 2010 - LigOne (1º)
- 2011 - DJ Skillz
- 2012 - H Lane
- 2013 - DJ Fly (1º)
- 2014 - Groove Sparkz

### Campeões da Alemanha
(e posição no mundial)
- 1989 - DJ Cool Cut
- 1990 - DJ David (1º)
- 1991 - DJ David (1º)
- 1991 - DJ MPK
- 1992 - DJ Shahin
- 1993/1994 - DJ Shahin
- 1995 - DJ MPK
- 1996 - Germany Kessal
- 1997 - DJ Ray-D
- 1998 - DJ Ray-D
- 1999 - DJ Razor
- 2000 - DJ Razor
- 2001 - DJ Tobeyer
- 2002 - J Bounce
- 2003 - J Bounce
- 2004 - DJ Rafik (2º)
- 2005 - Pro-Zeiko
- 2006 - DJ Rafik (3º)
- 2007 - DJ Rafik (1º)
- 2008 - DJ Clear
- 2009 - DJ Clear
- 2010 - DJ Crazy Cuts
- 2011 - Short-T
- 2012 - Short-T
- 2013 - N/A
- 2014 - N/A

### Campeões do Canadá
(e posição no mundial)
- 1997 - A-Trak (1º)
- 1998 - A-Trak (3º)
- 1998 - DJ Lil'Jaz
- 1999 - DJ Wax
- 2000 - DJ Pump
- 2001 - JR Flo
- 2002 - DJ Dopey (3º)
- 2003 - DJ Dopey (1º)
- 2004 - DJ Dopey (3º)
- 2004 - DJ Brace
- 2005 - DJ Drastik
- 2006 - Wundrkut
- 2007 - DJ Shub
- 2008 - DJ Shub
- 2009 - N/A
- 2010 - N/A
- 2011 - DJ Vekked
- 2012 - DJ Vekked
- 2013 - DJ Vekked
- 2014 - DJ Vekked
- 2015 - DJ Vekked

### Campeões do Brasil
- 1989 - DJ Marlboro
- 1990 - DJ Cuca
- 1996 - MC Jack
- 1997 - MC Jack
- 2008 - DJ RM
- 2009 - Erick Jay
- 2010 - Erick Jay
- 2011 - Erick Jay
- 2014 - Erick Jay
- 2015 - Erick Jay
- 2016 - DJ Basim
- 2017 - DJ SouJazz
- 2019 - DJ Nino Leal
- 2020 - DJ Nino Leal
- 2021 - DJ Nino Leal

### Campeões do Battle for World Supremacy
- 2000 - Kodh (França)
- 2001 - Netik (França)
- 2002 - Netik (França)
- 2003 - Tigerstyle (Reino Unido)
- 2004 - Akakabe (Japão)
- 2005 - Pro Zeiko (Alemanha)
- 2006 - Co-Ma (Japão)
- 2007 - DJ Shiftee (EUA)
- 2008 - DJ Switch (Reino Unido)
- 2009 - DJ Switch (Reino Unido)
- 2010 - DJ Switch (Reino Unido)
- 2011 - DJ Nelson (França)
- 2012 - DJ Vekked (Canadá)
- 2013 - Ritchie Ruftone (Reino Unido)
- 2014 - IFTW (EUA)
- 2015 - DJ Precision (EUA)
- 2016 - DJ Erick Jay (Brazil)
- 2017 - DJ Yukichi (Japan)
- 2018 - DJ K-Swizz (NZ)
- 2019 - DJ Matsunaga (Japan)
- 2021 - DJ Erick Jay (Brazil)

### Campeões do Battle for Supremacy (Reino Unido)
(e posição no mundial)
- 2000 - Skully (2º)
- 2000 - Bunty
- 2001 - Madcut
- 2002 - Ritchie Ruftone
- 2003 - Tigerstyle (1º)
- 2004 - Silk Kuts (2º)
- 2005 - Matman
- 2006 - DJ Switch - mais novo campeão inglês com 17 anos
- 2007 - DJ Switch
- 2008 - DJ Switch (1º)
- 2009 - DJ Rasp
- 2009 - DJ Switch (1º)
- 2010 - Deceptakut
- 2010 - DJ Switch (1º)
- 2011 - DJ Dissect
- 2012 - Ritchie Ruftone (2º)
- 2013 - Ritchie Ruftone (1º)
- 2014 - Ritchie Ruftone
- 2014 - DJ Rasp

### Campeões do Battle for Supremacy (EUA)
(e posição no mundial)
- 2000 - DJ Supa Dave
- 2000 - DJ Snayk Eyz
- 2001 - DJ Snayk Eyz (2º)
- 2001 - DJ Tragik
- 2001 - DJ Imperial
- 2002 - DJ Kico
- 2003 - ie.Merg
- 2004 - ie.Merg
- 2005 - DJ I-Dee
- 2006 - DJ Etronik
- 2007 - DJ Shiftee (1º)
- 2008 - DJ SPS
- 2009 - DJ Supreme
- 2010 - DJ Solo
- 2011 - DJ Fascinate
- 2012 - DJ Esquire
- 2013 - Etronik
- 2014 - IFTW (1º)
- 2015 - DJ Precision (1º)

### Campeões do Mundo - Equipe
- 1999 - Scratch Perverts (Reino Unido) - Prime Cuts, Tony Vegas, Mr. Thing, First Rate
- 2000 - The Allies (EUA/Canadá) - Craze, A Trak
- 2001 - Perverted Allies (EUA/Canadá/Reino Unido) - Prime Cuts, Tony Vegas, Craze, Infamous
- 2002 - Birdy Nam Nam (França) - Crazy B, Need, Lil Mike, Pone
- 2003 - C2C (França) - Pfel, Atom, Greem, 20Syl
- 2004 - C2C (França)
- 2005 - C2C (França)
- 2006 - C2C (França)
- 2007 - Kireek (Japão) - Hi-C, Yasa
- 2008 - Kireek (Japão)
- 2009 - Kireek (Japão)
- 2010 - Kireek (Japão)
- 2011 - Kireek (Japão)
- 2012 - The Mixfitz (Bélgica) - DJ Jack, DJ Damented, DJ Cross
- 2013 - 9 O'clock (França) - DJ Hertz, Aociz, Mr Viktor
- 2014 - 9 O'clock (França)
- 2015 - 9 O'clock (França)

### Campeões do Reino Unido - Equipe
(e posição no mundial)
- 1999 - Scratch Perverts (1º)
- 1999 - The En4cers
- 2000 - The Mixologists (3º)
- 2001 - The Mixologists (2º)
- 2002 - Flaredycats
- 2003 - Truesicians
- 2004 - The Disablists - Mighty Atom, Asian Hawk e Clever Monkey
- 2005 - The Disablists (3º)
- 2006 - The Disablists (2º)
- 2007 - The Disablists
- 2008 - Bionic Stylus - DJ Switch, FuriousP, Cable, Loop Skywalker
- 2009 - Bionic Stylus (3º)
- 2010 - Bionic Stylus (3º)
- 2011 - Invincible Armour
- 2012 - N/A
- 2013 - Bionic Stylus
- 2014 - N/A

### Campeões dos Estados Unidos - Equipe
(e posição no mundial)
- 1999 - The Allies- Craze, A Trak (2º)
- 1999 - The Immortal Fader Fyters
- 2000 - The Allies- Craze, A Trak (1º)
- 2001 - Superfriends
- 2002 - Evolution DJs
- 2003 - Evolution DJs
- 2004 - Evolution DJs
- 2005 - Battle-Star
- 2006 - Animal Crackers
- 2007 - N/A
- 2008 - Angry EXs
- 2009 - Battle-Star
- 2010 - Battle-Star
- 2011 - Battle-Star (3º)
- 2012 - BattleStar Massive (4º)
- 2013 - BattleStar Massive (3º)
- 2014 - Chicago Turntablist Authority (4º)

### Campeões Mundiais do DMC Online
- 2011 - DJ Unkut (Alemanha)
- 2012 - Fong Fong (França)
- 2013 - Jon1st (Reino Unido)
- 2014 - DJ I-Dee (EUA)
- 2015 - DJ Vekked (Canadá)
- 2016 - DJ Brace (Canadá)
- 2017 - DJ Spell (NZ)
- 2018 - DJ Skillz (France)
- 2019 - DJ Erick Jay (Brazil)

### DMC Hall of Fame
- 1996 - DJ Cheese - (Campeão Mundial em 1986)
- 1997 - Cash Money - (Campeão Mundial em 1988)
- 1998 - DJ Qbert & Mix Master Mike - (2 vezes Campeões Mundiais e Campeões dos Estados Unidos em 1992)
- 1999 - Roc Raida - (Campeão Mundial em 1995)
- 2000 - Chad Jackson - (Campeão Mundial em 1987 e 2 vezes Campeão do Reino Unido)
- 2001 - Cutmaster Swift - (Campeão Mundial em 1989 e 2 vezes Campeão do Reino Unido)
- 2002 - DJ David - (O primeiro Campeão Mundial duas vezes em 1990/1991)
- 2003 - DJ Craze - (3 vezes Campeão Mundial, Campeão Mundial em 2000 em equipe com A-Trak, 2 vezes Campeão dos EUA)
- 2004 - Roger Johnson
- 2005 - DJ Kentaro
- 2006 - DJ Noize
- 2007 - Scratch Perverts
- 2008 - IE.Merg
- 2009 - A-Trak
- 2010 - C2C - (4 vezes Campeões Mundiais em equipe)
- 2011 - Plus One
- 2012 - DJ Netik
- 2012 - Birdy Nam Nam
- 2013 - KODH
- 2013 - DJ Dopey
- 2013 - DJ Tigerstyle
- 2013 - Kireek - (5 vezes Campeões Mundiais em sequência)
- 2014 - DJ Akakabe
- 2014 - DJ Switch